# 平井宜雄
平井 宜雄（ひらい よしお、1937年4月19日 - 2013年11月26日）は、日本の法学者。専門は民法・法政策学。学位は法学博士（東京大学・論文博士・1974年）（学位論文「損害賠償法の理論」）。東京大学名誉教授、専修大学名誉教授。前専修大学法科大学院院長。法制審議会委員。財団法人不動産適正取引推進機構会長。2010年日本学士院会員。川島武宜に師事。弟子に佐藤岩昭、森田修など。

## 人物
東京出身。不法行為、契約法など債権法分野の研究において評価が高い。法律行為概念の歴史的考察などより根本的問題における研究にも功績がある。他方、日本における法政策学を提唱した人物であるだけでなく、"Law and economics"を「法と経済学」と和訳し、日本に紹介した。星野英一やその弟子である内田貴と論争を繰り広げた。

## 学説
出世作は、後掲『損害賠償法の理論』であるが、その内容は以下のとおり。債務不履行の損害賠償の範囲に関する民法416条の適用について、鳩山秀夫は、相当因果関係のある範囲内で責任を負うとの相当因果関係説を提唱し、これを不法行為にも類推適用するとしていた。かかる相当因果関係説は、判例によって採用されただけでなく、その後、我妻栄、加藤一郎によって発展せられ、当時通説的な理論・体系を確立させていた。
これに対し、平井は、相当因果関係説は完全賠償主義をとるドイツ法に特殊な理論であるとして徹底的な批判を加えて、もともと民法416条はイギリス法における予見可能性があるときに損害賠償責任を負うとの予見可能性ルールを民法典起草者の一人である穂積陳重が採用したものであるとの立法過程を明らかにした上で、この予見可能性を事実的な意味でなく、規範的な意味にとらえて責任の範囲を画するという保護範囲説を提唱した。
その学界における影響力は多大で、一時教科書から相当因果関係の言葉を消し去るほどであったが、判例・実務を動かすまでにいたらず、その後、石田穣、澤井裕らによって判例・実務を擁護する立場から反論がなされている。
また、平井は、第一次法解釈論争によって川島武宜、来栖三郎 (法学者)らによって提示された「法解釈は価値判断を含む」という前提を詳細に分析し、かかる戦後法解釈論とそれを継ぐ星野英一の利益考量論を、学者中心主義、直結主義、心理主義、未分化主義、社会学主義という５つの特徴を有するものと総括した上で、これらに影響を受けた学生が実質的な価値判断を重視して、議論を形式論と軽視する、法学教育における「非合理主義」の原因になっていると批判した上で、カール・ポパーを援用しつつ、反証可能性を満たす「議論」によって正当化される理論的な体系性を重視して具体的規範を提示するのが「良い法律論」だと主張した。
これに対しては、星野から反論がなされ、二人の論争は碧海純一から第二次法解釈論争と名付けられたが、平井の批判は後ろ向きで幅が狭いと評されている。
さらに、平井は、民法の規定および判例・学説に基礎をおくという伝統的な講義方法は、契約法の講義において、契約法に関する知識を法律家を養成する目的で体系的に伝達しようとするときには無意味なのではないかとの不安感を吐露した上で、契約法学の目的または任務を「特定人（契約当事者たるべき者）の間の権利義務関係を事前に設計すること」と規定することが必要であると主張した。
これに対し、同じ東大の内田教授が改善すべき点はあるにせよ伝統的講義方法の契約法における講義での重要性は変わりがないと批判すると、平井は、内田教授がその読解力不足のため、自説を根本的に誤解し、その誤解に派生する様々な誤解に基づき批判をしていると厳しく反論した。これは平井・内田論争と呼ばれたが、内田論文への反論の内容が、「私は、これらの誤解のはなはだしさと同論文にうかがわれる自己省察能力の欠如とに、驚きを通り越して不気味と形容すべき感さえ抱き……、論稿を発表する形で同論文にかかわるのを避けようと考えた」という、人格攻撃といえる内容を含んでいた。そのため、内田からは、「残念ながら、学問的論争というより、筆者に対する感情的な人格攻撃が主になってしまっている感がある。……論争の態度としていかがなものであろうか」と返されている。
継続的契約の中に資産特殊性があるゆえに継続的取引となるものと、そうではないが継続的取引となるものを分別して、前者については、市場と組織の中間に位置する中間組織であるとの説も提示している。

## 略歴
- 1955年03月 - 東京都立新宿高等学校卒業
- 1961年03月 - 東京大学法学部第二類卒業
- 1961年04月 - 東京大学法学部助手（学士助手）に採用され学究生活に入る（指導教官は川島武宜）。
- 1974年01月 - 法学博士（東京大学）（学位論文「損害賠償法の理論」）[12]*1964年06月 - 東京大学法学部助教授
- 1974年06月 - 東京大学法学部教授
- 1998年03月 - 東京大学定年退官
- 1998年04月 - 筑波大学社会科学系教授
- 1998年05月 - 東京大学名誉教授
- 2004年04月 - 専修大学大学院法務研究科教授、同研究科長（2010年3月まで）
- 2010年12月 - 日本学士院会員[13]
- 2011年03月 - 専修大学定年退職
- 2011年04月 - 専修大学名誉教授[14]
- 2012年04月 - 瑞宝重光章受章[15]
- 2013年11月26日 - 肝不全のため東京都中野区の病院で死去[16]。76歳没。

## 著書
- 『損害賠償法の理論』（東京大学出版会、1971年）
- 『法律学基礎論覚書』（有斐閣、1989年、OD版2001年）
- 『続・法律学基礎論覚書』（有斐閣、1991年、OD版2001年）
- 『債権各論II』（弘文堂、1992年）
- 『債権総論（第2版）』（弘文堂、1994年）
- 『法政策学（第2版）』（有斐閣、1995年）
- 「いわゆる継続的契約に関する一考察」中川良延=平井宜雄=野村豊弘=加藤雅信=瀬川信久=廣瀬久和=内田貴編『日本民法学の形成と課題（下）』（有斐閣、1996年）
- 「契約法学の再構築（1）、（2）、（3）」（ジュリスト1158、1159、1160号、1999年）
- 『債権各論I（上）契約総論』（弘文堂、2008年）

## 門下生
- 佐藤岩昭
- 森田修（のちの東京大学教授）